# Булацев, Асланбек Солтанович
Асланбек Солтанович Булацев (род. 3 мая 1963, Михайловское, Северо-Осетинская АССР) — премьер-министр Южной Осетии с 22 октября 2008 года по 3 августа 2009 года.

## Биография
Родился 3 мая 1963 года в с. Михайловское Пригородного района Северо-Осетинской АССР.
Асланбек Булацев закончил экономический факультет Северо-Осетинского государственного университета по специальности «бухгалтерский учёт».
С 1984 по 1986 год — старший финансист Приборостроительного завода.
С 1986 по 1987 год — освобождённый Председатель профкома ОПЗ (Орджоникидзевский Приборостроительный Завод)
С 1987 по 2006 год работал в органах КГБ, затем ФСБ в Северной Осетии, руководил финансовым отделом УФСБ по Северной Осетии, а с 2006 по 2008 год занимал должность руководителя управления Федеральной налоговой службы России по Республике Северная Осетия.
22 октября 2008 года парламент Южной Осетии утвердил Булацева на посту премьер-министра. За кандидатуру Булацева проголосовали 24 из 25 депутатов, 1 депутат проголосовал против. Тем не менее, он был на рабочем месте ровно один день. Все остальное время Булацев обязанности председателя правительства Южной Осетии не выполнял. 4 августа 2009 года министерство печати и массовых коммуникаций Южной Осетии сообщило о подписании указа об освобождении Булацева от занимаемой должности. Официальной причиной отставки стали проблемы со здоровьем.

## Звания и награды
- Медаль А. В. Суворова.
- Медаль за отличие в воинской службе II степени.
- Благодарность Президента Российской Федерации.
- Награждён Патриархом Московским и Всея Руси Алексием грамотой 07.04.2007
- Награждён Патриархом Московским и Всея Руси Кириллом грамотой 04.04.2010
- Награждён Патриархом Московским и Всея Руси орденом Серафима Саровского 3-й степени (2015 г.)
- Действительный государственный советник РФ 3-го класса.

ПУБЛИКАЦИИ:
Книга: А. С. Булацев «Экономика и жизнь» 2020 г., 215 стр.